# Mitten im Sturm
Mitten im Sturm (Originaltitel: Within the Whirlwind) ist eine international produzierte Filmbiografie aus dem Jahr 2009, die erst am 5. Mai 2011 in Deutschland in die Kinos kam. Die Literaturverfilmung basiert auf der Autobiographie der sowjetischen Journalistin, Publizistin und Hochschullehrerin Jewgenija Semjonowna Ginsburg, die im Zuge der Großen Säuberung wegen (angeblicher) antisowjetischer Agitation zu zehn Jahren Zwangsarbeit in einem sibirischen Arbeitslager verurteilt wird.

## Handlung
Jewgenija Ginsburg ist Literaturprofessorin und lehrt an der Universität von Kasan. 1934 muss die überzeugte Kommunistin miterleben, wie Freunde, Bekannte und Arbeitskollegen aus politischen Gründen festgenommen und nach einem kurzen Prozess meist hingerichtet werden. Da sie stets aufrecht der Parteilinie folgt und für das Gute einsteht, ist es für sie unverständlich, was diesen Mitmenschen eigentlich vorgeworfen wird. Das bringt jedoch auch sie in Bedrängnis, da sie indirekt Kritik (wenn auch berechtigt) an der Partei- und Staatsführung übt. Die Folge ist zunächst ein Berufsverbot, um ihr den Einfluss auf die junge Generation zu nehmen. Das nimmt die kämpferische Frau nicht hin und fährt nach Moskau, um sich bei Professor Siderov zu beschweren und zu erklären. Hier wird ihr allerdings nicht nur mangelnde politische Wachsamkeit, sondern auch Kollaboration und Konspiration mit den Feinden des Volkes vorgeworfen. Sie muss ihren Parteiausweis abgeben und mit einer Verhaftung rechnen. Die erfolgt, kaum dass sie wieder in Kasan ist, und so wird sie 1937 wegen (angeblicher) antisowjetischer Agitation zu zehn Jahren Zwangsarbeit in einem sibirischen Arbeitslager verurteilt. Jewgenija ist vorerst zufrieden darüber, nicht mit dem Tode bestraft worden zu sein, doch ihr Kampfgeist ist erloschen. Sie hat erkannt, dass Stalin die Eliminierung der fähigsten Köpfe der Führung der Partei bezweckt, um dann diktatorisch allein zu herrschen. Den Weg in das Arbeitslager in Sibirien muss sie zusammen mit anderen verurteilten Frauen in einem Güterwaggon mit der Bahn antreten. Nach tagelanger Fahrt geht es zu Fuß bis ins Lager. Unterwegs erfährt Jewgenija, dass auch ihr Mann (Stadtrat von Kasan) verhaftet worden ist.
Im Lager angekommen, werden alle Frauen von dem deutschen Lagerarzt Anton Walter untersucht, der ihre Arbeitsfähigkeit beurteilt und zu schwachen Frauen eine Genesungspause ermöglicht. In den Massenunterkünften geht es meist ruppig zu, da hier nicht nur politische Gefangene, sondern auch Schwerverbrecher und Diebe untergebracht sind. Jewgenija gelingt es, etwas Ruhe in die Gruppe zu bringen, sie erzählt ihnen abends Geschichten aus den vielen Büchern, die sie gelesen hat. Das lenkt auch Jewgenija ein wenig vom harten Lagerleben ab. Eines Tages erreicht sie ein Brief ihrer Mutter, aus dem sie erfahren muss, dass sich ihr Mann in der Untersuchungshaft erhängt hätte und ihr ältester Sohn ebenfalls umgekommen sei. Ihr Jüngster, Wasja, würde bei ihrer Schwägerin leben. Aufgrund dieser entsetzlichen Nachricht möchte sie sterben und legt sich nachts vor die Unterkunft. Dort finden sie die Wachen und bringen sie in die Krankenstation. Hier erlebt sie die Herzlichkeit von Anton Walter, der ihr Lebertran mitgibt, als sie zurück in die Unterkunft muss. Diesen teilt sie mit ihren Mitgefangenen. In den wenigen Tagen ihrer Abwesenheit sind allerdings auch zwei von ihnen gestorben und eine dritte lässt sich von den Wachen bewusst erschießen. Der Versuch, diese an ihrem Vorhaben zu hindern, bringt Jewgenija erneut ins Krankenlager. Anton Walter kümmert sich um sie und schenkt ihr ein Buch, was aber nichts an Jewgenijas ablehnender Haltung gegen den Deutschen ändert. Im Lazarett trifft sie auf Beylin aus Kasan, der hier im Sterben liegt und daran schuld ist, dass sie in die Verbannung musste. Es gibt ihr ein wenig Befriedigung, dass Beylin trotz seines Verrats ebenfalls hier gelandet ist.

Anton Walter schätzt die gebildete Jewgenija, die sich in all den Jahren im Lager ihren Stolz bewahrt hat. Er lässt sie als seine Assistentin ins Lazarett versetzen, was ihr nun die schwere Arbeit im Wald erspart und wodurch sie sich noch mehr den Menschen im Lager widmen kann. Jewgenija ändert ihre ablehnende Haltung gegen den Arzt, als sie erfährt, dass auch er „nur“ ein Häftling ist und genau wie sie seine Familie verloren hat. Ihre neue Stellung als Krankenpflegerin bringt sie bis in die Kreise der Lagerleitung, wo sie nun nicht nur ausreichend und gutes Essen bekommt, sondern wo sie auch wegen ihrer Bildung geschätzt wird. Sie selber genießt es ebenso, wieder etwas Kultiviertheit zu erfahren und sogar Klavierspielen zu dürfen. Als Gleichgesinnte fühlt sie sich immer mehr zu Anton hingezogen und sie verliebt sich am Ende in den Lagerarzt. Da eine Beziehung zwischen zwei Häftlingen verboten ist, wird Anton in ein anderes Lager versetzt, als die Lagerleitung dies herausfindet. Sie stellt fest: 

„Unser Planet scheint nicht geschaffen zum Glück. Lust liegt nur im Erträumen der Zukunft. In diesem Leben ist das Sterben nicht schwer. An das Leben zu glauben ist schwerer.“

Nach zehn langen und harten Jahren steht Jewgenijas Entlassung bevor. Doch ist ihr danach untersagt, in ihr Mutterland zurückzukehren. Jewgenija nimmt Abschied von ihren Mitgefangenen und als sich das Tor des Lagers für sie öffnet, steht sie in der langersehnten Freiheit. Nun muss sie sich allein in der sibirischen Kälte ihren Weg in eine neue Heimat suchen. Sie kann es kaum glauben, als ihr mitten im Schneesturm Anton entgegenkommt.
Jewgenija und Anton heiraten. Jewgenijas Sohn Vasilij kommt zu ihnen nach Sibirien, und sie adoptierten noch ein kleines Mädchen, Antonina. 1955 wird Jewgenija Ginsburg rehabilitiert und ihre Verbannung aufgehoben.

## Hintergrund
Das Drehbuch basiert auf Ginsburgs Erinnerungen an das Leben im Gulag: Krutoj maršrut (wörtlich: Harte Marschroute), im Deutschen in zwei Teilen unter den Titeln Marschroute eines Lebens und Gratwanderung erschienen. Um nicht in den Verdacht zu geraten, die Gräuel der Arbeitslager aus ideologischen Gründen übertrieben darzustellen, hat Gorris für ihren Film Mitten im Sturm eine reale Geschichte gewählt und diese nur an einzelnen Stellen fiktional erweitert.

## Rezeption
Birgit Roschy schrieb bei epd-film.de: Mit Marleen Gorris’ Film „entstand eine bewegende, aber im Grunde brave und dürftige Nacherzählung mit zu viel understatement, deren größtes Verdienst es ist, dass sie viele Fragen aufwirft.“
Beim Tagesspiegel wertete Kerstin Decker: „Am Arbeitslager scheitert Marleen Gorris’ Annäherung endgültig; nicht erst, als der deutsch-russische Lagerarzt sich in die Professorin verliebt. Ohne Ulrich Tukurs Fähigkeit, dramaturgisch verlorene Figuren zu erden, wäre alles noch übler gekommen, doch der schlimmstmögliche Fall bei der Schilderung des Schlimmstmöglichen tritt ein: Das Lager bleibt Staffage.“
Die Kritiker beim Lexikon des internationalen Films meinten: „Die Inszenierung wirkt in ihrer Annäherung an den Schrecken zu hölzern und kalt, um diesen glaubwürdig zu vermitteln. Statt dessen setzt sie auf die Kraft der im Film rezitierten Literatur, wobei erst spät eine poetische Verdichtung gelingt.“
Martin Gobbin von critic.de: „Mitten im Sturm ist räumlich und stilistisch in zwei Hälften geteilt: Im städtischen Leben vor der Verhaftung dominieren leicht entsättigte Farben, viele Einstellungen durchflutende Lichtschleier und herrschaftliche Gebäude, in denen die Protagonistin verloren erscheint. Der in Sibirien spielende zweite Teil ist hingegen geprägt von dunklen Bildern aus den überfüllten Häftlingsbaracken und weiß strahlenden Aufnahmen der majestätischen Landschaften, aus deren Weiten keine Flucht möglich ist.“